# Pikiele
Pikiele (lit. Pikeliai) – miasteczko na Litwie, położone w okręgu telszańskim, w rejonie możejskim, w starostwie Żydyki, 14 km na północny wschód od Żydyk, przy granicy z Łotwą nad dopływem rzeki Windawy. Miasteczko liczy 520 mieszkańców (2001). 
Znajduje się tu zabytkowy Kościół św. Trójcy, szkoła, biblioteka, poczta i pomnik Witolda.
W 1667 roku należały do dóbr stołowych kapituły żmudzkiej, położone były w powiecie telszańskim. 